# Psitteuteles iris
El lori iris (Psitteuteles iris) es una especie de ave psitaciforme de la familia Psittaculidae endémica de las islas Wetar y Timor.

## Descripción

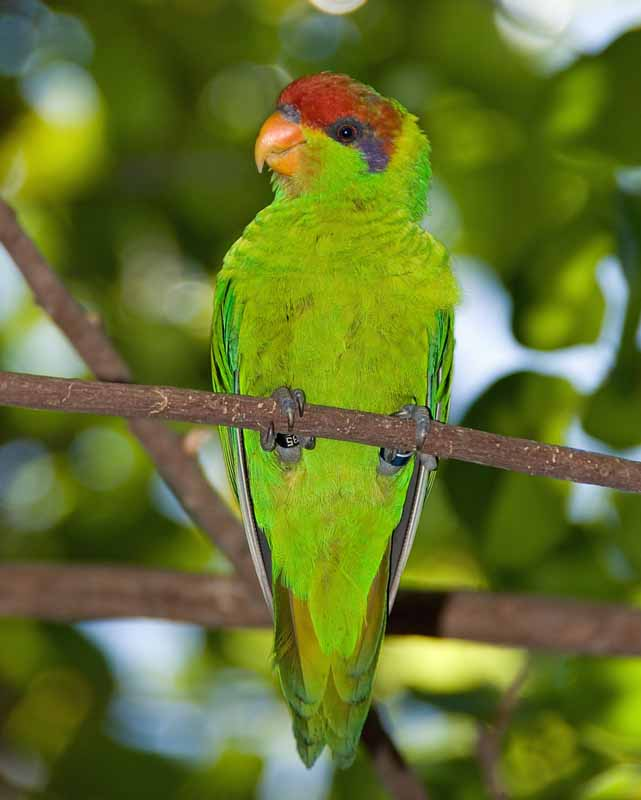
Macho.

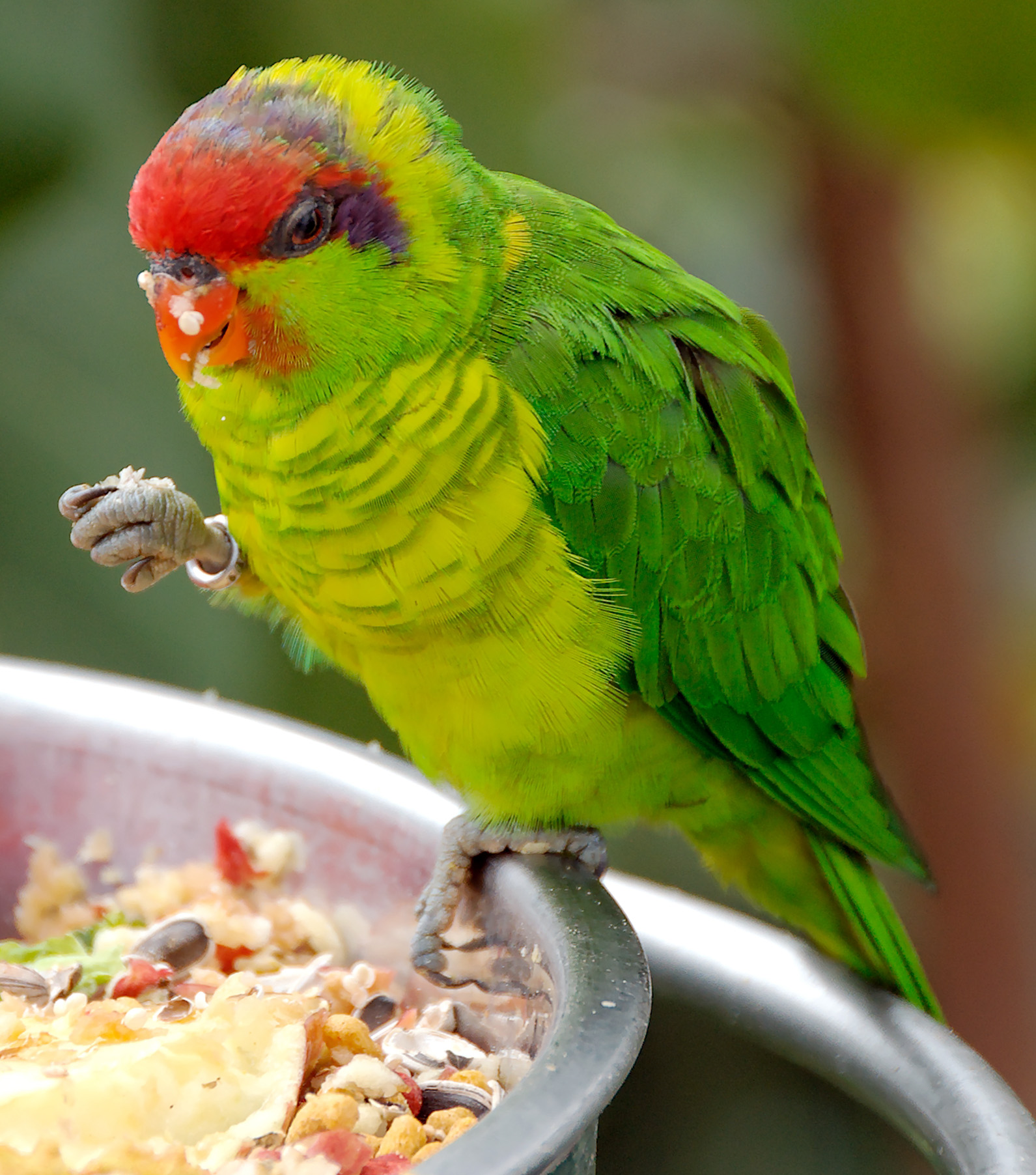
Ejemplar en cautividad.

El lori iris es un loro pequeño, de unos 20 cm de largo. Su plumaje es de color verde intenso en las partes superiores y verde amarillento en las inferiores. Los machos de la subespecie nominal tienen la frente y parte anterior del píleo rojos, la nuca amarillenta y entre ambas hay una banda salpicada de rojo, verde y azul violáceo. Su anillo ocular y sus coberteras auriculares son de color azul violáceo y sus mejillas verde amarillentas. Las hembras son casi idénticas pero su mancha roja es menos extensa y está salpicada de verde y las mejillas más amarillas. El pico de ambos es de color anaranjado. Los juveniles se parecen a las hembras pero con el pico parduzco y las bandas moradas de tonos menos intensos. La extensión de rojo y azul purpúreo varía entre las subespecies.

## Taxonomía
Se reconocen las siguientes subespecies:
- T.i iris (Timor occidental) -
- T.i. wetterensis (Wetar) - tiene en los laterales de la cabeza mayor extensión de verde oscuro.
- T.i. rubripileum (Timor oriental) - también la parte posterior del píleo es rojo, y tiene una banda azul violácea en la parte posterior del cuello. No reconocida por el Congreso Ornitológico Internacional.[5]

## Distribución
El lori iris se encuentra restringido a las islas Wetar y Timor, en el este de las islas Menores de la Sonda, donde ocupa las selvas entre el nivel del mar y los 1500 m s. n. m. Debido a la continua destrucción de hábitat y la caza destinada al comercio de mascotas, el lori iris está catalogado como especie casi amenazada por la UICN. Aparece en el apéndice II del CITES.

## Comportamiento
Generalmente se encuentra en pequeñas bandadas.